# Steinbach (Starnberger See)
Der Steinbach (im Unterlauf auch Ostersee-Ach genannt, veraltet Seeshauptsbach) ist ein fast 17 km langer Zufluss des Starnberger Sees in Oberbayern. Er durchfließt mehrere der Osterseen.

## Verlauf
Der Steinbach entsteht im Gebiet der Gemeinde Obersöchering in der Flur Filzlache bei Reinthal. Er fließt zunächst in östliche Richtung durch den Fernweiher, dann nach Nordosten durch die Gebiete der Gemeinden Antdorf und Iffeldorf. Nahe dem Weiler Steinbach mündet der Lanzenbach ein. Der Steinbach fließt von Süden her in den Großen Ostersee, den er unter der Bezeichnung Ostersee-Ach nach Norden verlässt. Die Ostersee-Ach durchfließt nun der Reihe nach weitere Seen der Osterseenkette, nämlich den Breitenauer See, den Ameissee, den Stechsee, den Gröbensee, den Gartensee und den Ursee. Grundwassereinträge in die Seen (u. a. Quelltöpfe wie die Blaue Gumpe) führen im Unterlauf der Ostersee-Ach zu einem mittleren Abfluss von ca. 1 m³/s. Kurz vor ihrer Mündung in den Starnberger See bei Seeshaupt nimmt die Ostersee-Ach noch den von Süden kommenden Bodenbach auf.

## Charakter und Umgebung
Der Steinbach entwässert ein Gebiet im Süden des würmeiszeitlich geprägten Eberfinger Drumlingebiets. 
Anfangs ist der Steinbach ein teils begradigter, abschnittsweise auch verrohrter Wiesenbach, der in kleinen Weihern (u. a. Fernweiher) aufgestaut ist. 
Im weiteren Verlauf fließt er in einem Tal durch die teils bewaldete Moränenlandschaft. In diesem Abschnitt fällt das kiesige Bachbett im Sommer häufig trocken. 
Kurz vor Erreichen des Großen Ostersees erhält der Steinbach (Ostersee-Ach) den Charakter eines Moosbaches, der durch die Schilfbestände fließt, die die Osterseen umgeben.
Diesen Charakter behält der Bach, bis er Seeshaupt erreicht. Das Gebiet der Osterseen ist ein Naturschutzgebiet der IUCN-Kategorie IV und ein ausgewiesenes Geotop.

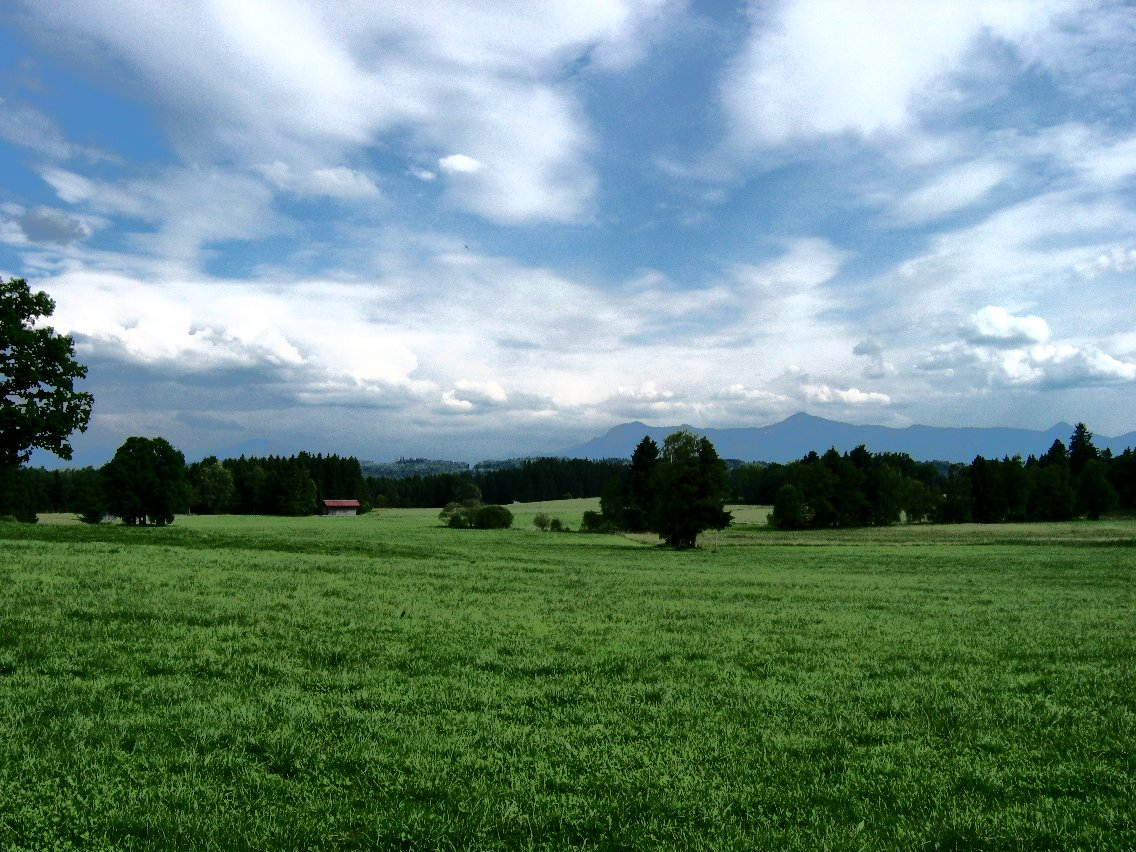
Quellgebiet des Steinbachs östlich von Obersöchering. Im Hintergrund erkennt man Heimgarten und Herzogstand.
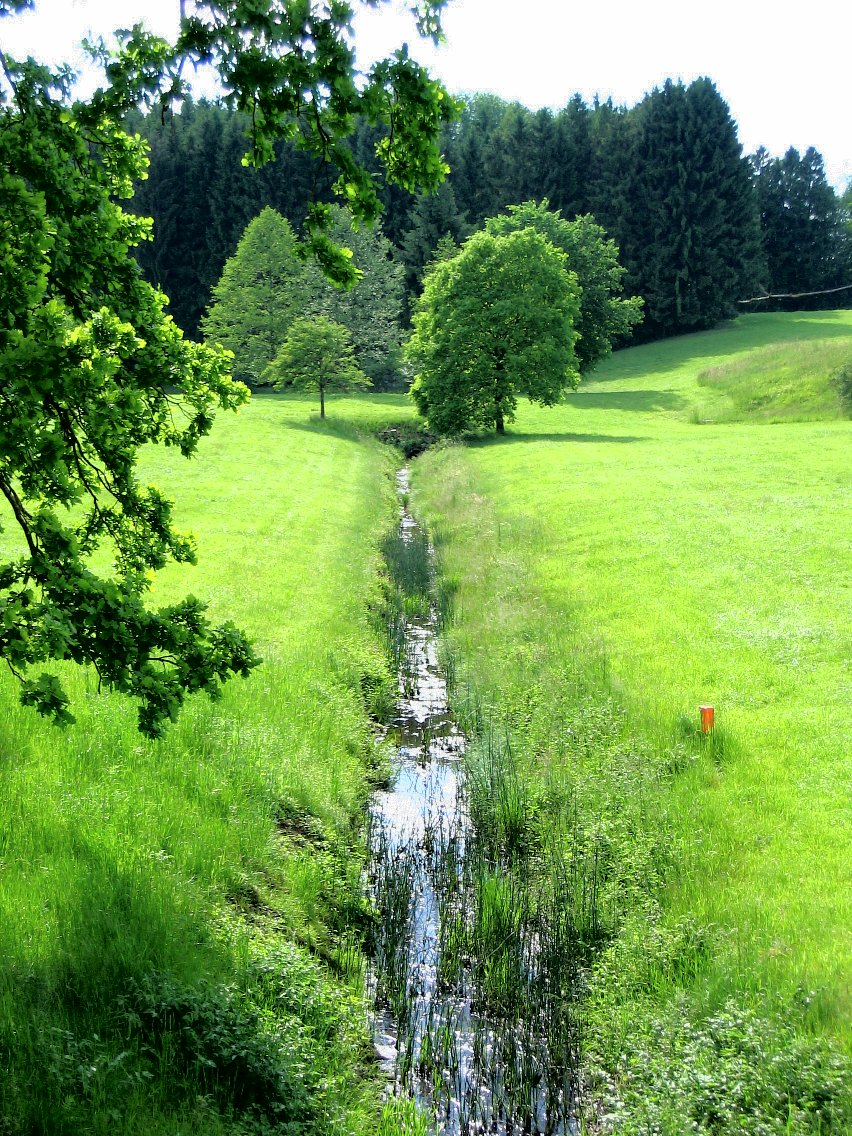
Oberlauf des Steinbachs südlich des Guts Reinthal
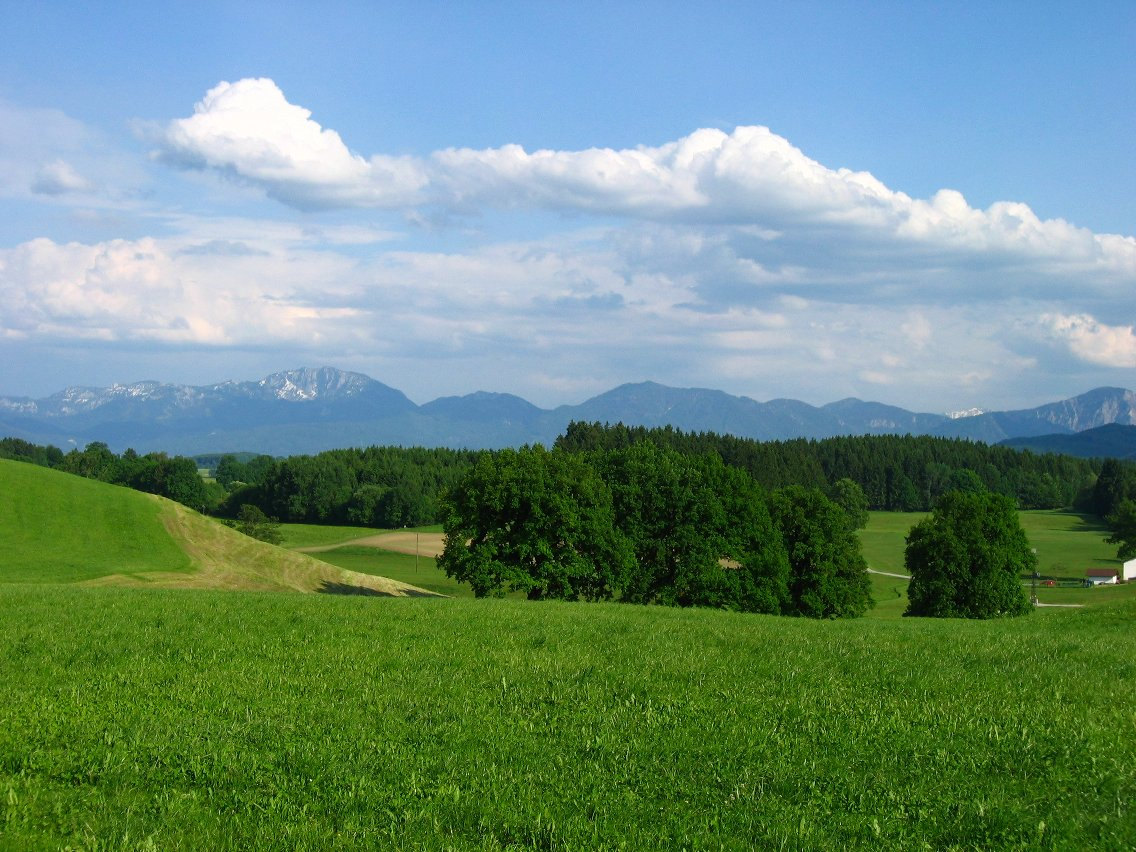
Tal des Steinbachs südlich von Untersiffelhofen. Links im Hintergrund die Benediktenwand
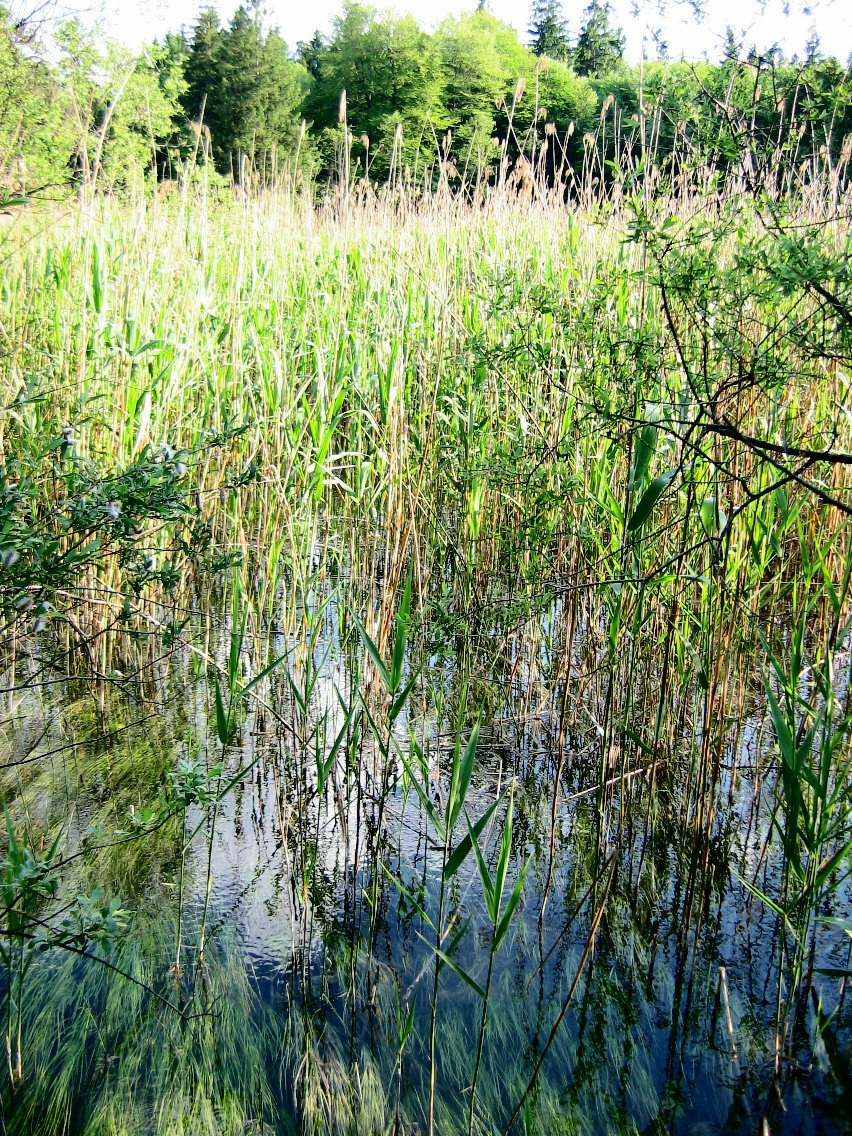
Ostersee-Ach zwischen Ameissee und Stechsee